# Winchester (Idaho)
Winchester es una ciudad ubicada en el condado de Lewis en el estado estadounidense de Idaho. En el Censo de 2010 tenía una población de 340 habitantes y una densidad poblacional de 729,3 personas por km².

## Geografía
Winchester se encuentra ubicada en las coordenadas 46°14′27″N 116°37′26″O / 46.24083, -116.62389. Según la Oficina del Censo de los Estados Unidos, Winchester tiene una superficie total de 0.47 km², de la cual 0.47 km² corresponden a tierra firme y (0%) 0 km² es agua.

## Demografía
Según el censo de 2010, había 340 personas residiendo en Winchester. La densidad de población era de 729,3 hab./km². De los 340 habitantes, Winchester estaba compuesto por el 92.06% blancos, el 1.18% eran afroamericanos, el 3.24% eran amerindios, el 0.29% eran asiáticos, el 0% eran isleños del Pacífico, el 0.88% eran de otras razas y el 2.35% pertenecían a dos o más razas. Del total de la población el 2.06% eran hispanos o latinos de cualquier raza.